# Matthew Riccitello
Matthew Riccitello (* 5. března 2002) je americký profesionální silniční cyklista jezdící za UCI ProTeam Israel–Premier Tech.

## Hlavní výsledky
2019
Valley of the Sun Stage Race
vítěz 1. etapy (ITT)
Národní šampionát
2. místo časovka juniorů
Tour de l'Abitibi
2. místo celkově
 vítěz soutěže mladých jezdců
Grand Prix Rüebliland
5. místo celkově
Tour du Pays de Vaud
7. místo celkově
Tucson Bicycle Classic
10. místo celkově
2020
vítěz Mount Graham Hill Climb
Valley of the Sun Stage Race
3. místo celkově
Tour of the Southern Highlands
4. místo celkově
vítěz 1. etapy (ITT)
2021
vítěz FlapJack Flats Time Trial
2022
Istrian Spring Trophy
 celkový vítěz
Národní šampionát
4. místo časovka do 23 let
2023
Tour de l'Avenir
4. místo celkově
vítěz etapy 7a (ITT)
Vuelta a San Juan
9. místo celkově
 vítěz soutěže mladých jezdců

### Výsledky na Grand Tours
| Grand Tour      | 2023 |
| --------------- | ---- |
| Giro d'Italia   | 56   |
| Tour de France  | —    |
| Vuelta a España | —    |

| —   | Nezúčastnil se |
| DNF | Nedokončil     |